# Francesco Morini
Francesco Morini (ur. 12 sierpnia 1944 w San Giuliano Terme, zm. 31 sierpnia 2021) – włoski piłkarz, reprezentant kraju. Grał w takich klubach jak: UC Sampdoria czy Juventus F.C.